# ベアトリス・ウッド

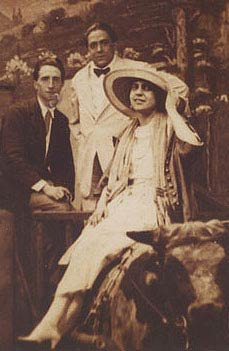
デュシャンとベアトリス・ウッド

ベアトリス・ウッド（Beatrice Wood、1893年3月3日 - 1998年3月12日）はアメリカ合衆国の芸術家である。マルセル・デュシャン、アンリ＝ピエール・ロシェらとダダイズムの雑誌『Blind Man』を創刊し「ダダイズムの母」と呼ばれた。『突然炎のごとく』（"Jules et Jim"） のタイトルで映画化されたロシェの自伝的小説の奔放な女性、カトリーヌのモデルであったともされる女性の一人である。後半生は陶芸家として働いた。

## 略歴
サンフランシスコの裕福な不動産業者の家庭に生まれた。1898年から家族とニューヨークに住み、両親としばしばヨーロッパを訪れた。1912年からパリで、私立美術学校のアカデミー・ジュリアンに入学し、絵画を学び、コメディ・フランセーズで演劇やダンスも学んだ。第一次世界大戦が始まったことによりアメリカに帰国することになる。短期間クロード・モネの家のあるジヴェルニーでも暮らした。
第一次世界大戦のため、ニューヨークに戻ったウッドは、1916年にデュシャン、ロシェと知り合い、1917年に、雑誌『Blind Man』を創刊した。1920年代は「ダダイズムの母」と呼ばれた。1917年にデュシャンに、勧められてニューヨークの独立芸術家協会（Society of Independent Artists）の展覧会に2点の絵画を出展した。
1918年にモントリオールで、劇場に出演した後、1928年までニューヨークで活動し、その後、カリフォルニアに移り、陶芸の世界に進んだ。